# Kolare
Pour la localité en Slovaquie, voir Koláre.
Kolare (en serbe cyrillique : Коларе) est un village de Serbie situé sur le territoire de la ville de Jagodina, district de Pomoravlje. Au recensement de 2011, il comptait 508 habitants.
Kolare est situé sur les bords du Lugomir, un affluent de la Velika Morava.

## Démographie

### Évolution historique de la population
| 1948 | 1953 | 1961 | 1971 | 1981 | 1991 | 2002 | 2011 |
| ---- | ---- | ---- | ---- | ---- | ---- | ---- | ---- |
| 391  | 679  | 705  | 685  | 657  | 629  | 619  | 508  |

|  |

## Personnalité
La peintre Milanka Dinić (1923-2016) est née dans le village ; elle est notamment exposée au Musée d'art naïf et marginal de Jagodina